# Сырт чичи
Сырт чичи (азерб. Sırtçiçi) — азербайджанские ковры, относящиеся к кубинской группе Куба-Ширванской школы ковроткачества.

## Классификация
Производятся в ковроткацких пунктах Кубинского района, однако первыми стали производиться в селе Сыртчичи. Некоторые специалисты называют его просто «Чичи».

## Художественные особенности
Композиция серединного поля таких ковров с темно-синим фоном похожа на композицию серединного поля ковров «Хырдагюль чичи», но есть различия. В коврах «Сырт чичи» расстояние раппортов меньше и количество заполняющих элементов меньше, чем в «Хырдагюль чичи». Формы и размер элементов другие. В этом ковре основным считается крючковый элемент «алчагюль». «Алчагюли», которые повторяются вдоль и поперёк ковра, образуют ряды. Во втором ряду иногда создаются восьмиконечные звезды («чарх», с азерб. — «колесо»). Бордюрная полоса этих ковров состоит из полос разной ширины, в том числе из джага, медахила, зенджире, малой и серединной каймы. Основная (серединная) кайма с темным фоном, которая расположена в центре всего бордюра, установилась и в других коврах кубинской группы. Раппорты этой каймы от начала до конца изображены асимметрично и центры их следуют друг за другом по наклонной (влево или вправо). Кайма такого типа практически не встречается в восточных коврах. По бокам основной, с левой и правой стороны находятся две малые каймы, которые называют «улдуз» (с азерб. — «звезда»); чаще всего слева и справа этих двух кайм имеются также медахилы под названием «моллабашы». 
Фон серединного поля ковра в большинстве случаев — темно-синий. Иногда можно встретить ковры с темно-красным фоном, изредка — со светло-голубым.

## Технические особенности
Ковры «Сырт чичи» считаются самыми лучшими коврами Куба-Ширванской школы.
Размер таких ковров — от 110x180 до 135x200 см, в XX веке начато производство таких ковров больших размеров. На одном квадратном метре ковра находится от 160000 до 300000 узлов. Высота ворса — 4-6 мм.